# Beetlebum
"Beetlebum" é uma canção escrita por Damon Albarn, Graham Coxon, Alex James e Dave Rowntree, gravada pela banda Blur.
É o primeiro single do quinto álbum de estúdio lançado a 10 de Fevereiro de 1997, Blur.
A música fala de heroína e experiências de drogas que Damon Albarn teve com a sua namorada, Justine Frischmann da banda Elastica. Em 2010, no documentário No Distance Left to Run, Albarn confirma que a música é sobre isso e fala nas implicações que teve na sua vida.

## Videoclipe
O videoclipe foi realizado por Sophie Muller.

## Paradas
| Paradas (1996)                 | Posições |
| ------------------------------ | -------- |
| Reino Unido - UK Singles Chart | 1        |
| Austrália - ARIA Charts        | 35       |
| Nova Zelândia - RIANZ          | 34       |
| Finlândia - Mitä hittiä        | 3        |
| Suécia - Sverigetopplistan     | 39       |
| Países Baixos - Acharts.us     | 87       |